# 塗料

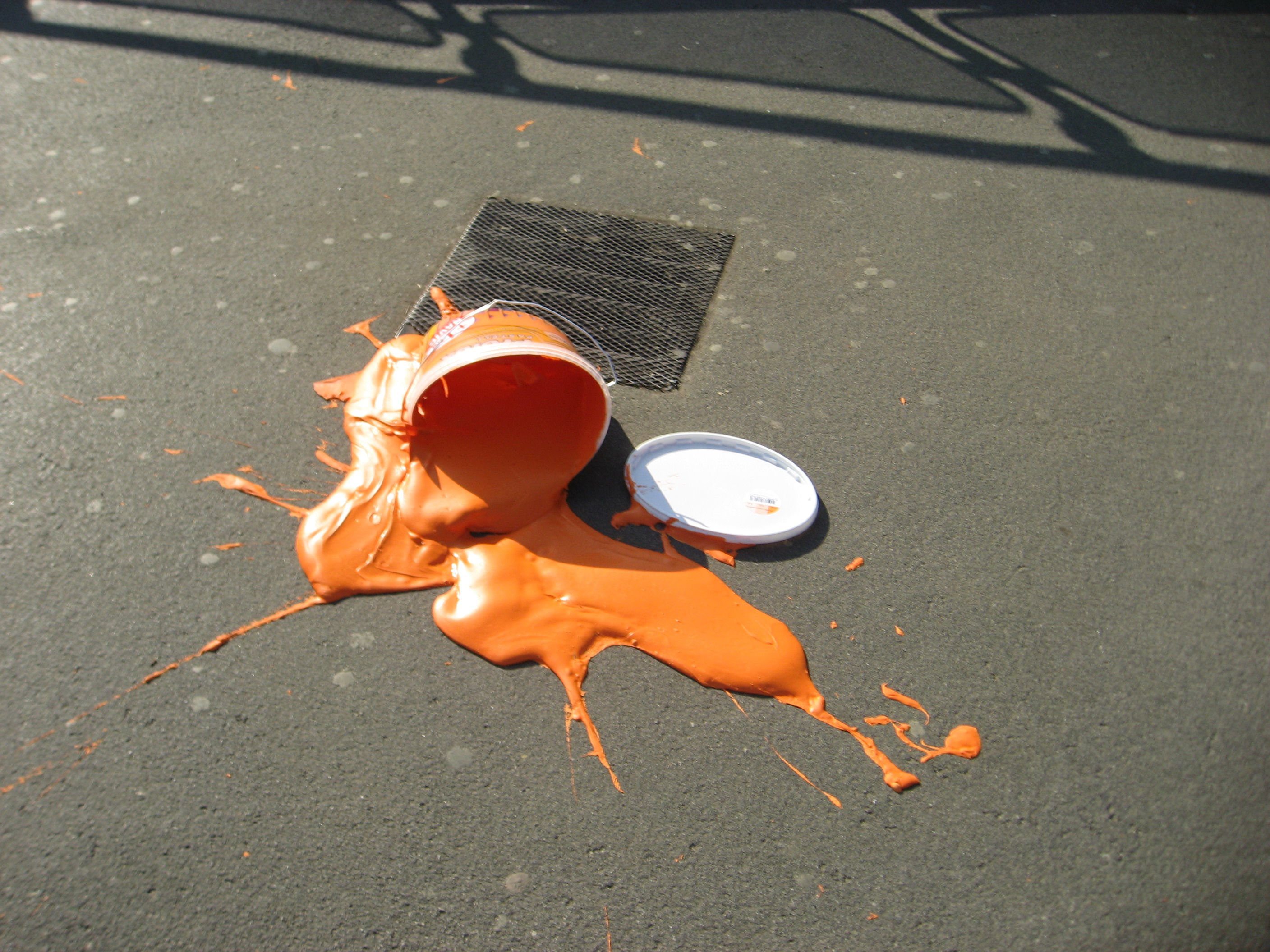

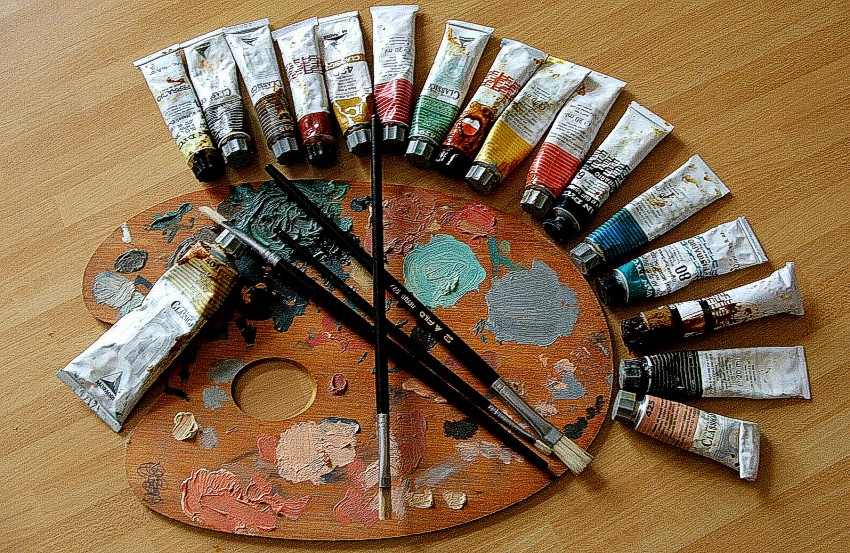

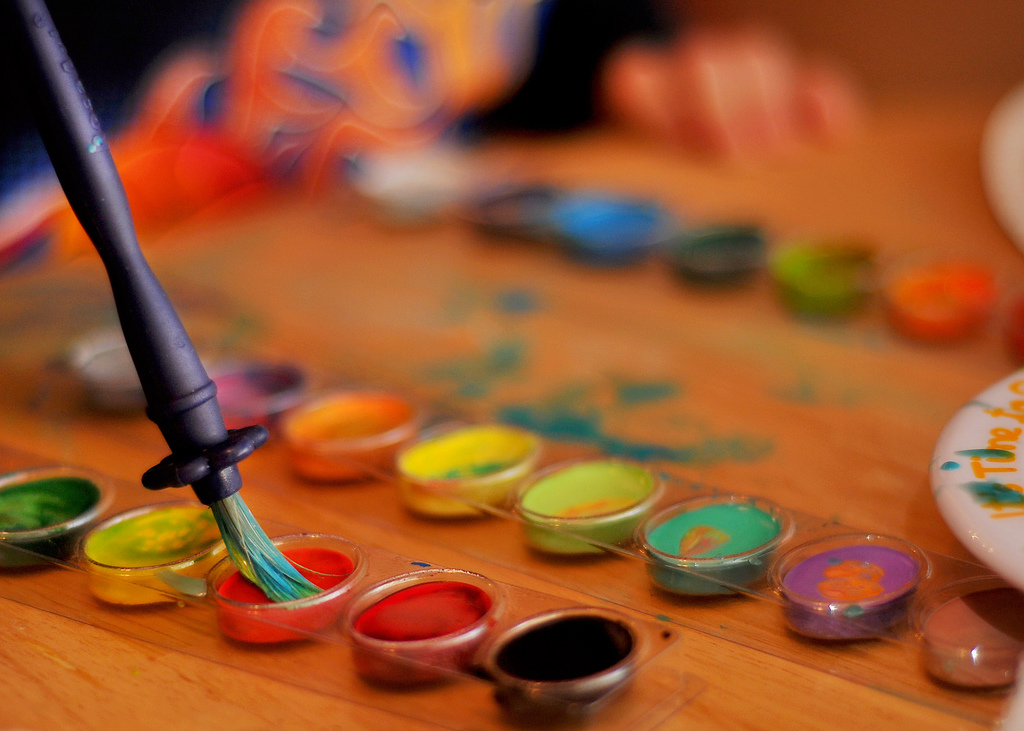

塗料（とりょう）とは、対象物を保護・美装、または、独自な機能を付与するために、その表面に塗り付ける材料のこと。
日本には古くから漆塗りに代表される塗料の歴史はあったが、洋式塗料の歴史は明治初頭に始まる。日本では家庭用品品質表示法の適用対象とされており雑貨工業品品質表示規程に定めがある。

## 種類
塗料には用途に応じて様々なタイプがある。例えば、ペンキやニスに代表されるように、一般に液状で、溶剤の揮発・乾燥、あるいは硬化剤の添加によって固化・密着し、表面に塗膜を形成して、対象物の美観を整え、保護するもの。あるいは、オイルステインに代表される、粘度が低く、材料（この場合は木材）の内部に浸透し、材料その物の劣化を防ぎ、着色するもの、等々である。建築物や、構造物、船舶、航空機、自動車、鉄道車両などの輸送機械、電気機械、金属製品、ガーデニング用品、家具、皮革製品、模型、手芸など、多様な用途ごとに特化したものがある。
日本の雑貨工業品品質表示規程 では塗膜を形成するための主成分の種類に応じて表示することとしており、特に、乾性油を主成分とするものは油性塗料、ニトロセルロースを主成分とするものはラッカー、合成樹脂を主成分とするものは合成樹脂塗料、セラックを主成分とするものは酒精塗料と表示することになっている。
また、かつては有機溶剤で希釈するものが圧倒的に多かったが、最近では、環境・健康・利便性等に配慮して水で希釈・洗浄できるタイプの塗料（水性塗料）の比率も増えてきている。加えて、溶媒を用いず、顕色成分と造膜成分とで成立させた塗料である、粉体塗料も登場している。
なお、出雲大社には日本古来の塗料である「ちゃん塗り」の伝統がある。ちゃん塗りとは、松脂と荏胡麻油と鉛と石灰と油煙を混ぜて製造される。 平成の「大遷宮」でもこの塗料が国宝の本殿に塗られた。

## 使用目的
- 対象物の保護

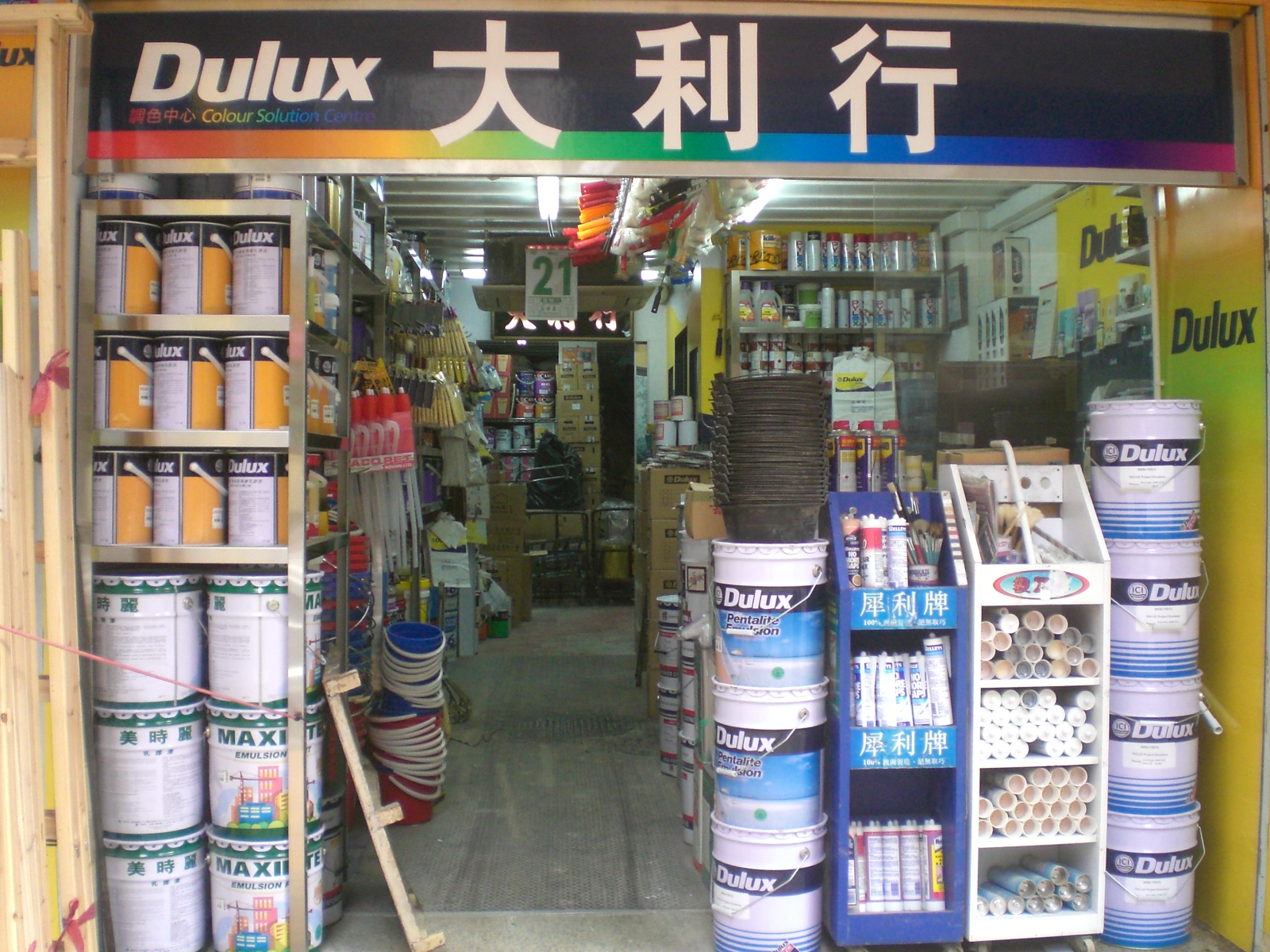

  - 防食、防腐、防黴、防蟻、防汚、防水、殺菌、耐薬品、耐火
- 美観
  - 平滑化、光沢付与、彩色、模様、意匠、景観創出
- 機能性付与
  - 遮熱、撥水、蛍光、蓄光、迷彩、有害化学物質吸着

## 主成分

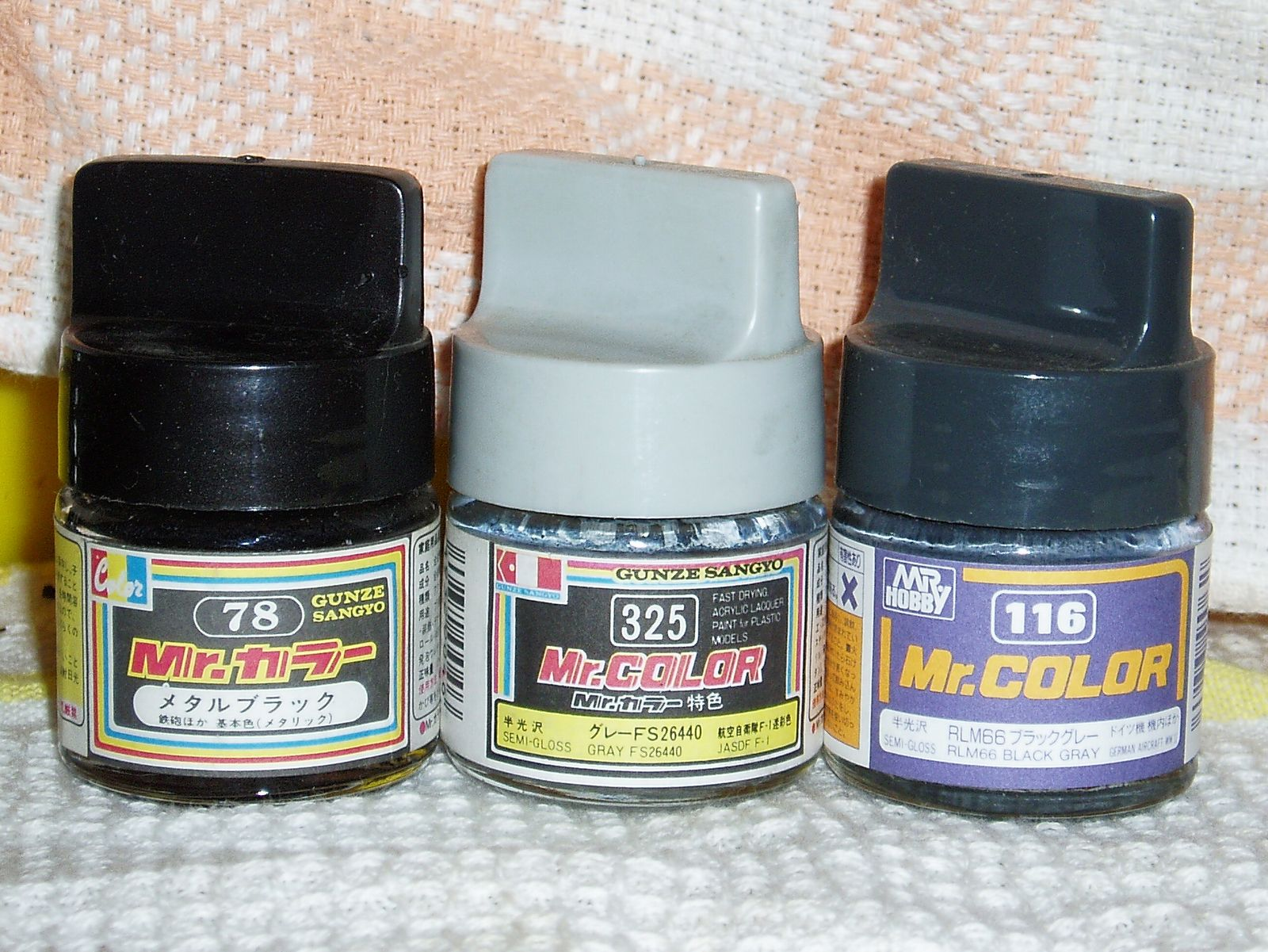
プラスチックモデル用の油性アクリル樹脂塗料

- 塗膜形成成分（乾性油、樹脂、セルロースなどが用いられる）
  - アルキド樹脂
  - 不飽和ポリエステル樹脂
  - メラミン樹脂・尿素樹脂（アミノ樹脂）
  - フェノール樹脂
  - エポキシ樹脂
  - 塩化ビニル樹脂
  - アクリル樹脂
  - アクリルウレタン樹脂
  - ウレタン樹脂
  - シリコーン樹脂
  - アクリルシリコーン樹脂
  - フッ素樹脂など

- 添加剤（レベリング剤（リターダー）、スリップ剤、可塑剤、増粘剤、乳化剤、乾燥剤、消泡剤など）
- 溶剤（流動性の調整。毒性が高いものがあり、扱いに注意が必要[4]。）
- 顔料（炭酸カルシウム、硫酸バリウム、水酸化アルミニウムなど[5]）、染料（彩色や特殊機能）

## メーカー

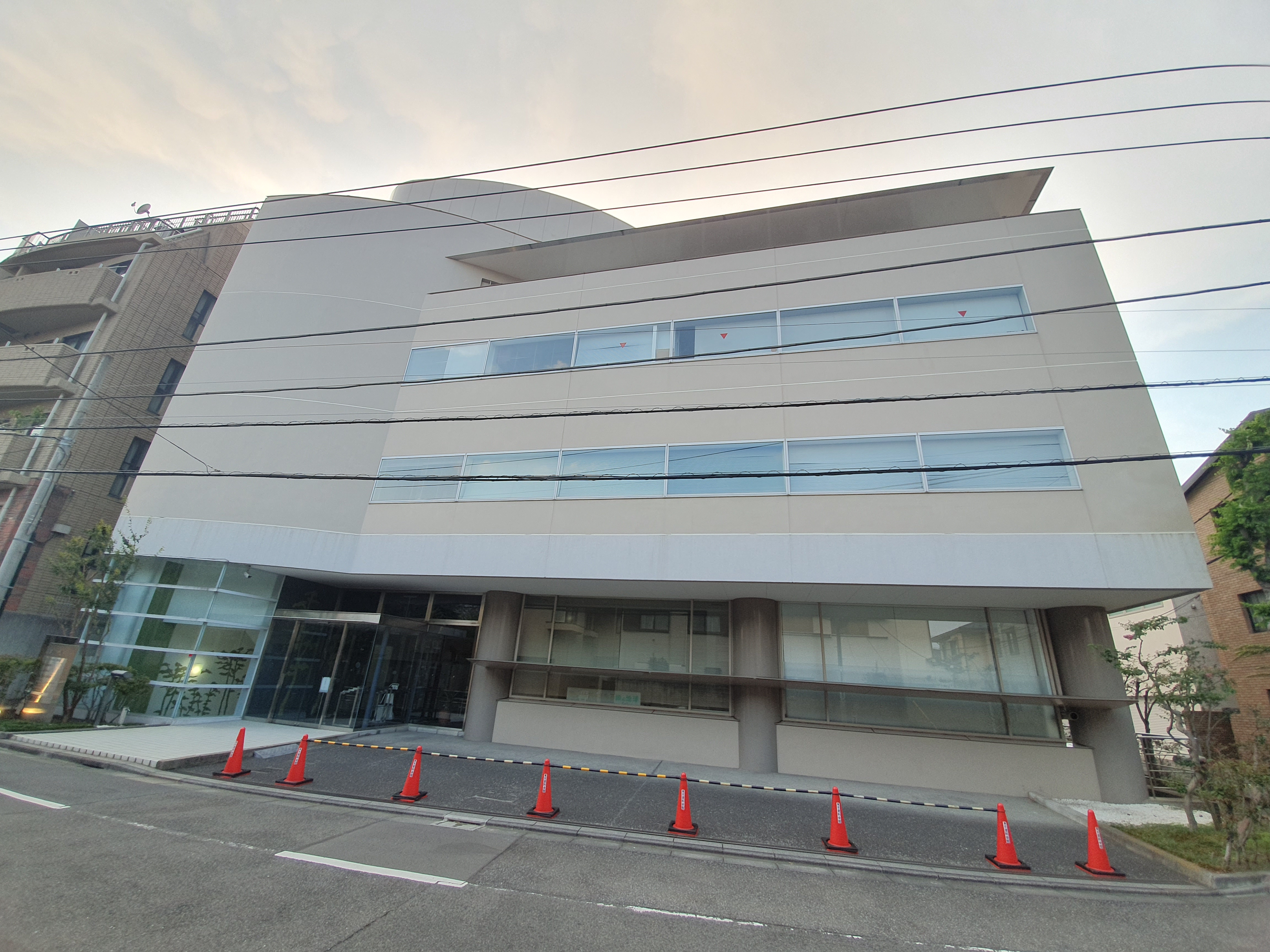
東京塗料会館

- アサヒペン
- アステックペイント
- アトムサポート(アトムハウスペイント)
- イサム塗料
- イリサワ
- エスケー化研
- ガイアノーツ
- 川上塗料
- ALESCO 関西ペイント（カンペハピオ）
- 木村塗料
- GSIクレオス（グンゼ産業塗料）
- 神東塗料
- シンロイヒ（蛍光塗料）
- 太洋塗料
- 大信ペイント
- DNT（大日本塗料）
- タミヤ
- 中国塗料
- トウペ
- 日本特殊塗料
- 日本ペイント（ニッペホームペイント）
- フィニッシャーズ
- フジワラ化学
- ロックペイント